# Napoleonisches Theaterdekret
Das napoleonische Theaterdekret vom 29. Juli 1807 beschränkte die Pariser Theaterlandschaft auf acht große Theater. Zur Verminderung der Konkurrenz wurde jedes Theater auf bestimmte Gattungen beschränkt. Diese Einteilung prägte weltweit die Theatergattungen und ihre gesellschaftliche Wertschätzung seit dem 19. Jahrhundert. Was damals Tragödie, Komödie, große Oper, komische Oper, Vaudeville, Varieté, Melodram, Pantomime genannt wurde, ist zum Wesentlichen auf diese Einteilung zurückzuführen. Ferner hatte sie zur Folge, dass der Zirkus nicht mehr zu den Theateraufführungen gerechnet wurde.
Das Dekret legte vier erstrangige und vier zweitrangige Theater fest, die jeweils auf ein eng begrenztes Spektrum an Produktionen beschränkt waren.

## Grands théâtres(„Große Theater“)
- Théâtre Français: das kaiserliche Theater, das der Tragödie und der Komödie im Sinn der französischen Klassik gewidmet war.
- Théâtre de l'Impératrice: „Theater der Kaiserin“ (heute Théâtre de l’Odéon), die Nebenspielstätte des ersteren.
- Théâtre de l'Opéra (Académie impériale de Musique): Es war dem „Gesang und dem Tanz“ gewidmet, also der (durchkomponierten) großen Oper und dem Ballett.
- Théâtre de l'Opéra-Comique: comédies ou drames mêlés de couplets, d'ariettes et de morceaux d'ensemble: „Komödien und Dramen durchmischt mit Liedern, kleinen Arien und Ensemble-Gesangsstücken“, also Singspiel und komische Oper.

## Théâtres secondaires(„Zweitrangige Theater“)
- Théâtre du Vaudeville: Es war beschränkt auf petites pièces mêlées de couplets sur des airs connus (kleine Theaterstücke gemischt mit Liedern auf bekannte Melodien), also das Vaudeville als Theatergattung.
- Théâtre des Variétés: petites pièces dans le genre grivois, poissard ou villageois: Genre poissard, bäuerlicher Schwank und Varieté.
- Théâtre de la Porte Saint-Martin, aux mélodrames et aux pièces à grand spectacle: Melodram, Spektakelstück und Ausstattungsstück.
- Théâtre de la Gaîté, pantomimes de tous genres, mais sans ballets, aux arlequinades et autres farces, dans le goût de celles données autrefois par Nicolet: Pantomimen, Farcen im Stil des Pariser Jahrmarktstheaters.

Artikel 3 des Dekrets legte fest, dass ohne kaiserliche Erlaubnis kein neuer Theatersaal gebaut werden und keine Theatertruppe ihren Spielort wechseln durften. Alle übrigen Theater sollten bis zum 15. August geschlossen werden. Ähnliche Regelungen wurden in der französischen Provinz durchgesetzt. Die größeren Städte durften je zwei Theater haben, die kleineren höchstens eine stationäre Theatertruppe.
Das Dekret überdauerte den Rücktritt Napoléons 1815 nicht. Weil das Publikum dadurch jedoch homogenisiert wurde (jedem Pariser Theater entsprach eine Gesellschaftsschicht), hielten sich die gesellschaftlichen Rahmen der jeweiligen Theater gewissermaßen als Tradition.
Diese Aufteilung zwischen den Theatern als Institutionen wurde im deutschen Sprachgebiet als Trennung zwischen den Theatergenres wahrgenommen, da es eine ähnliche Aufteilung etwa zwischen den Wiener Vorstadttheatern nicht gab und die aus Paris importierten Stücke je nach ihrer Herkunft als aristokratische, bürgerliche oder proletarische Produkte wahrgenommen wurden.